# FFVS J22
| FFVS J 22    | FFVS J 22               |
| ------------ | ----------------------- |
| 用途         | 戦闘機                  |
| 乗員         | パイロット1名           |
| 初飛行       | 1942-09-21              |
| 製造者       | FFVS(航空庁国立工場)    |
| 寸法         |                         |
| 全長         | 7.80m                   |
| 翼幅         | 10.00m                  |
| 全高         | 2.60m                   |
| 翼面積       | 16.00m2                 |
| 重量         |                         |
| 空虚         | 2020kg                  |
| 動力         |                         |
| エンジン     | SFA STWC3-G空冷星型×1   |
| 馬力         | 794-kW (1,065hp)×1      |
| 性能（目安） |                         |
| 最大速度     | 575km/h                 |
| 航続距離     | 1270km                  |
| 武装         |                         |
| 固定武装     | 13.2 mm 機銃×4（J 22B） |

FFVS J 22は第二次世界大戦中に造られたスウェーデンの戦闘機である。1942年9月21日に初飛行した。
第二次世界大戦に際してスウェーデンは中立を保ったが、隣国のフィンランド、ノルウェーが戦争に巻き込まれるのを見て、空軍力の整備に努力しなければならなかった。アメリカやイタリアからの戦闘機の輸入も必ずしも順調に行えなかったため、自国での軍用機開発がこころみられた。一つはFFVS (Flygförvaltningens Flygverkstad i Stockholm) 航空庁国立工場）のJ 22であり、もう一つがSAAB社のJ 21である。
FFVS J 22は鋼管骨組みに合板張りの片持ち低翼単葉の機体にプラット＆ホイットニー ツイン・ワスプを無断でコピーしたエンジンを搭載した。（戦後ライセンス料を支払ったという。）バルティ社に技術習得にいっていた技術者ルンドベリが設計をおこなった。1000馬力級のエンジンで575km/hの最高速度というかなりの高性能機で、報道では「エンジン馬力に比率して世界最高速の航空機」と呼ばれた。戦後のスウェーデンの航空産業の発展の元になった機体である。

## 開発
第二次世界大戦勃発時にスウェーデン空軍は多数の時代遅れとなったグロスター グラディエーター (J 8)複葉戦闘機を装備していた。戦力増大のためにスウェーデンはアメリカ合衆国に120機のセバスキー P-35 (J 9) と144機のバルティ P-66 ヴァンガード (J 10) を発注した。しかし、1940年6月18日にドイツがノルウェーを占領すると米国はイギリス以外の国への武器輸出禁止を宣言し、その結果スウェーデン空軍は突然近代的な戦闘機の不足に直面することになった。数か国の代替品が考慮されたが、フィンランドのVL ミルスキとソビエト連邦のポリカルポフ I-16は不満足である一方、大日本帝国の零式艦上戦闘機は入手可能であったが日本からの輸送は非現実的であった。結局はイタリアのフィアット CR.42 ファルコ (J 11) 複葉機とレジアーネ Re.2000 ファルコ (J 20) が一定数購入されたが、これは明らかにその場しのぎでしかなかった。
空軍が深刻な航空機不足に直面している一方で、SAAB社は単発のサーブ 17と双発のサーブ 18爆撃機の生産のために総力を挙げて操業中であったため、ボー・ルンドベリ（Bo Lundberg）指揮の下で新たな組織と工場「Kungliga Flygförvaltningens Flygverkstad i Stockholm」（FFVS）が設立された。J 22と命名されたこの航空機は、鋼製エアフレームに合板製外板を張った単葉機であり、主翼と胴体の構成は保守的なものであった。後方に引き揚げられて完全に胴体内に収納されるトレッドの狭い主脚は、1935年のパラソル型主翼を持つ単葉戦闘機のフォッケウルフ Fw 159に幾らか似ていた。エンジンは当時はライセンス生産権を得ずに製造したスウェーデン製のプラット・アンド・ホイットニー R-1830を使用していたが、ライセンス代は後に（象徴的価格の$1で）支払われた。
J 22は1942年9月20日に工場の所在するブロンマ飛行場で初飛行し、1943年10月にはヨーテボリの第9航空団（F9）に就役した。最後の198機目は1946年4月に納入された。J 22の部品製作には500社以上がかかわっていた。

## 運用の歴史

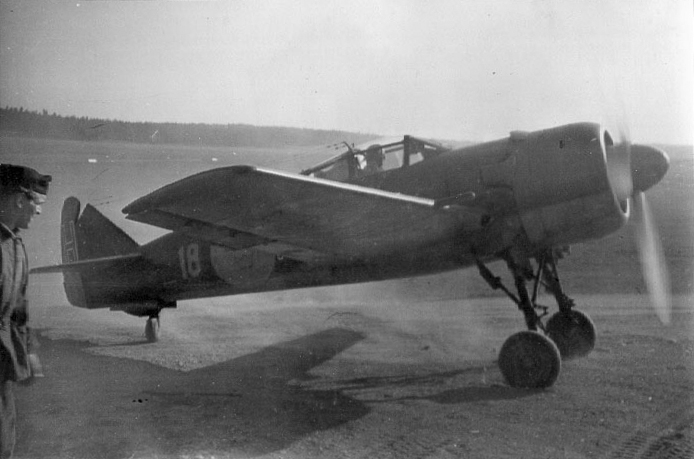
第18航空団（F18）のJ 22（1948年）

J 22はパイロット達には好評で、良好な機動性と反応の鋭い操縦性を有していた。地上姿勢での視界はもう少し望むべくものがあり、尾輪がロックされないまま離陸中に操向可能な状態にある場合はグランドループに陥りがちであった。ノースアメリカン P-51 マスタング（スウェーデン空軍での呼称はJ 26）との模擬空戦では、高度5,000 m (16,000 ft) 以下では「引けを取らない」実力を持っていたが、6,000 m (19,000 ft) 以上になると高性能のスーパーチャージャーを備えていなかったために劣勢となった。J 22のパイロットであったオヴェ・ミュラー＝ハンセン（Ove Müller-Hansen）は、「自分が操縦した中では最良の航空機の1機であった。操縦応答性と全般的な取り回しは文句なく素晴らしかった。高高度戦闘機ではなかったが、高度5,000 m (16,000 ft) までであれば十分に渡り合えた。我々はP-51 マスタングと模擬空戦を実施したが、P-51は4000 m (13,000 ft) 以下では我々を捕捉できず、それ以上の高度となるとこちらは十分慎重にならざるを得なかった。高度6,000 m (19,000 ft) 以上では手こずるようになり、9000 m (29,000 ft) になると余剰出力はほとんど残されておらず、直進飛行では通常は問題なかったが旋回するとストールを起こした。もし旋回しようとして操縦桿を急激に引けば背面飛行に陥ることもあった。初期の22-Aの火力は十分とは言えなかったが、22-Bでは改善された。」と述壊している。J 22はその簡便な構造により非常に整備や修理が容易であった。
出力795 kW (1,065 hp) のエンジンから575 km/h (360 mph) を発揮したJ 22のことを出版物では「同級エンジンを搭載した中で世界最速」の小型戦闘機と呼んだ（これは全くの真実というわけではなく、スーパーマリン スピットファイアの初期型や零式艦上戦闘機も同クラスの機体であった）。J 22の搭乗員たちは、非常に狭い同機のトレッドをもじってこれを当意即妙に「同級のトレッドを持つ中で世界最速」と言い換えた（これに関してもスピットファイアは同レベルであった）。J 22は、1952年に退役した。

## 現存機
3機のJ 22がスウェーデンの航空博物館に収蔵されている。「L」を描かれた第3航空団 マルムスラットのマーキングを施された上掲の写真の機体は、リンシェーピング近郊のMalmenにあるスウェーデン空軍博物館に展示されている。

## 派生型
- J 22-1 - 最初の量産型。2 x 7.9 mmと2 x 13.2 mm 機関銃を装備。143機製造。
- J 22-2 - 4 x 13.2 mm機関銃を装備。55機製造。
- S 22-3 - 1946年に9機のJ 22-1が偵察用に改装。1947年に戦闘機仕様へ戻された。

## 運用
スウェーデン
- スウェーデン空軍

## 要目 (J 22-2)
出典: Jane's All The World's Aircraft 1953–54
諸元
- 乗員: 1
- 全長: 7.80 m （25 ft 7 in）
- 全高: 3.60 m （11 ft 10 in）
- 翼幅: 10.00 m（32 ft 10 in）
- 翼面積: 16.00 m2 （172.16 ft2）
- 空虚重量: 2,020 kg （4,445 lb）
- 運用時重量: 2,835 kg （6,240 lb）
- 動力: SFA STWC-3G 星形エンジン、795 kW （1,065 hp）   × 1

性能
- 最大速度: 575 km/h  360 mph
- 巡航速度: 340 km/h  210 mph
- 航続距離: 1,270 km  790 mi
- 実用上昇限度: 9,300 m （30,500 ft）
- 翼面荷重: 177 kg/m2 （36 lb/ft2）
- 馬力荷重（プロペラ）: 0.28 kW/kg （0.17 hp/lb）

武装
- 固定武装: 4 x 13.2 mm (0.53 in) M/39A ブローニングM2重機関銃